# Коряковцев, Андрей Александрович
Андрей Александрович Коряковцев (род. 23 ноября 1966, Киров) — российский исследователь, философ, историк и социолог, писатель, а также политический аналитик.
Кандидат философских наук, доцент кафедры философии, социологии и культурологии Уральского государственного педагогического университета. Член Союза российских писателей (с 2009 года) и Московского клуба афористики (с 2005?8 года). Представитель Уральской марксистской школы. Проживает в Екатеринбурге (с 1990 г.). Лауреат региональной премии «Книга года — 2008», автор научных монографий.

## Биография
Мать - учительница английского языка.
Окончил истфак университета, аспирантуру по философии, Уральский государственный университет имени А. М. Горького; начал преподавать, учитель высшей категории. Являлся преподавателем обществоведческих дисциплин екатеринбургского художественного училища им. Шадра. Путешествовал автостопом. Рассказывал: «Это была моя мечта с детства — я воспитан на Жюле Верне и Александре Грине, я мечтал путешествовать… От друзей-хиппи узнал про автостоп и обратил это знание в практику: четыре раза был в Польше, объездил всю Восточную Европу, а однажды проехал так: сначала в Прагу, а потом на Алтай, почти до Монголии». Об этом опыте написал книгу («Хроника одной трамвайной поездки»).
Как отмечал про Коряковцева М. А. Коковихин: «Те, кто делал на Вятке Четвертую русскую революцию на рубеже 1990-х, помнят юношу-книгочея, непременного участника всех анархических кружков и митингов-демонстраций Андрея Коряковцева. Он входил в андеграундный литературный клуб „Верлибр“, печатался в журнальчике „Авангард“, привлекался прокуратурой и КГБ за антисоветчину».
Некогда член Вятского нефилософского кружка.
Являлся докторантом Института философии и права УрОРАН, диссертация на соискание ученой степени доктора философских наук — «Диалектика Людвига Фейербаха и Карла Маркса: сравнительный анализ» (2011).
Придерживается синтетического подхода к теоретическому наследию Маркса.
Научный сотрудник отдела философии Института философии и права УрО РАН кандидат политических наук Д. А. Давыдов книгу уральских философов А. Коряковцева и С. Вискунова «Марксизм и полифония разумов» (2017) называет «своеобразной энциклопедией марксизма, развеивающей многие распространенные заблуждения о Марксе и его учении».
Публиковался в журналах «Спільне», «Свободная мысль», «Социологические исследования», «Дискурс-Пи», «Антиномии», «Политическая лингвистика», «Философия и общество», «Урал».

## Публикации
К 2013 году автор более 70 научных работ, двух монографий и сборника малой прозы.
- Коряковцев А. Экстремальное детство. - Екатеринбург: Игныпс, 2004.
  - А. Ильенков. Взрослые стихи для взрослых
- Andrei Koriakovtsev. Anicos de cerebro. Aforismos. Андрей Коряковцев. Дребезги ума. Афоризмы. — Estacion Mir Editiones, 2006
  - Рецензия: М. А. Коковихин. Афоризмы Андрея Коряковцева : [о кн. А. Коряковцева «Дребезги ума»] // Герценка : Вятские записки: [научно-популярный альманах]. Вып. 11 / Киров. гос. универс. обл. науч. б-ка им. А. И. Герцена; [редкол.: Н. П. Гурьянова и др.] — Киров, 2007. — 239 с. : ил.
  - Рецензия: Нестерильные афоризмы / И. Турбанов // Урал. — 2008. — N 7. — С. 254—256. . — Рец. на кн.: Коряковцев А. Дребезги ума : афоризмы / А. Коряковцев.- Estacion Mir Editiones, 2006.
- Книга о вкусной и здоровой философии : [философская панк-проза : афоризмы, эссе, рассказы, поэмы] / Андрей Коряковцев. — Екатеринбург : Изд-во Уральского ун-та, 2008. — 263 с. ISBN 978-5-7525-1905-5 
  - https://magazines.gorky.media/ural/2008/10/filosofiya-s-bolshoj-dorogi.html
- Коряковцев, А. А. Философ на окраине : афоризмы и наблюдения / А. А. Коряковцев. — Вятка [Киров] : [Головенкин В. И.], 2009.
- Диалектика Людвига Фейербаха : монография / А. А. Коряковцев, К. Н. Любутин. Екатеринбург: УрО РАН, 2010. 220 с. 
  - Рецензия: Лукьянин, В. П. Становление метода / В. П. Лукьянин // Вестник Уральского отделения РАН. Наука. Общество. Человек. — 2011. — № 3 (37). — C. 176—179. — Рец. на кн.: Любутин К. Н. Диалектика Людвига Фейербаха / К. Н. Любутин, А. А. Коряковцев. — Екатеринбург : УрОРАН, 2010. — 220 с.
- Коряковцев А. А. Диалектика Людвига Фейербаха и Карла Маркса: сравнительный анализ // Автореф. дисс…докт…филос…наук. Екатеринбург, 2011.
- Марксизм и полифония разумов : [монография] / А. Коряковцев, С. Вискунов. — Москва ; Екатеринбург : Кабинетный ученый, 2017. — 683 с. — ISBN 978-5-7525-3080-7. 
  - Рецензия: Фишман Л. Г., доктор политических наук, профессор РАН. Разум и марксизм // Rabkor.ru
  - Диалектика отчуждения : размышляя над книгой А. Коряковцева и С. Вискунова «Марксизм и полифония разумов» / Д. А. Давыдов // Свободная мысль. — 2019. — № 3 (1675). — С. 203—211.
  - http://uraljournal.ru/work-2019-6-2067
- Маркс утраченный и Маркс обретенный : Книга о философии Маркса и о том, как и почему в России ее потеряли и обрели вновь : монография / С. В. Вискунов, К. Н. Любутин, П. Н. Кондрашов, А. А. Коряковцев; под науч. ред. А. А. Коряковцева ; ИФиП УрО РАН. Москва ; Екатеринбург : Кабинетный ученый, 2021. 368 с. ISBN 978-5-9905-6369-8 (ИФиП УрО РАН). ISBN 978-5-6044025-2-8 (Кабинетный ученый).   Из рец. В. П. Лукьянина: "...В ситуации категорической непримиримости единственная надежда — на здравый смысл, который требует не горячиться, а рассудить. Тем, на мой взгляд, и замечательна книга... что она обращена не столько к чувствам, сколько к разуму читателя. По этой причине появление книги, которая точно бестселлером не станет (на то и не рассчитана), нужно оценить как событие..." Как отмечает в своей рецензии Дмитрий Александрович Давыдов: "Наивный оптимистический взгляд и есть ахиллесова пята не только рассматриваемой книги, но и большей части вариаций современного марксизма. Мы видим одну из главных проблем гуманистической интерпретации Маркса – в попытках противопоставить «структуре» свободную творческую личность. Полагаю, это просто другая крайность. Когда главный научный враг – это сталинизм и прочие коллективистские, структуралистские, объективистские и т. п. трактовки философии Маркса, очень легко переоценить идею неотчужденной творческой деятельности и сетевой самоорганизации, взяв наиболее успешные, положительные примеры таковой за образец для будущего коммунизма"[34].

## Цитаты
- Предмет марксизма – человек, условия его счастья и несчастья. Разве эта тема может устареть?
- Марксизм элитарен, аристократичен благородством своих целей и сложностью, и эту элитарность он компенсирует всеобщностью и «приземленностью», реализмом проблем, которыми он занимается.